# Noir Ériochrome T
Le Noir Ériochrome T (NET, ou encore C.I. 14645) est un indicateur coloré quasiment exclusivement utilisé lors des dosages d'ions métalliques en solution par complexation, par exemple pour déterminer la dureté de l'eau.
La dénomination de cette espèce chimique était à l'origine une marque déposée de la société commerciale Huntsman Petrochemical, LLC.

## Caractéristiques
Le Noir Ériochrome T est un colorant azoïque mis en évidence par la présence d'un groupement azoïque (avec le groupe fonctionnel N=N).
Sa formule chimique partiellement développée peut s'écrire :
HOC10H6N=NC10H4(OH)(NO2)SO3Na.

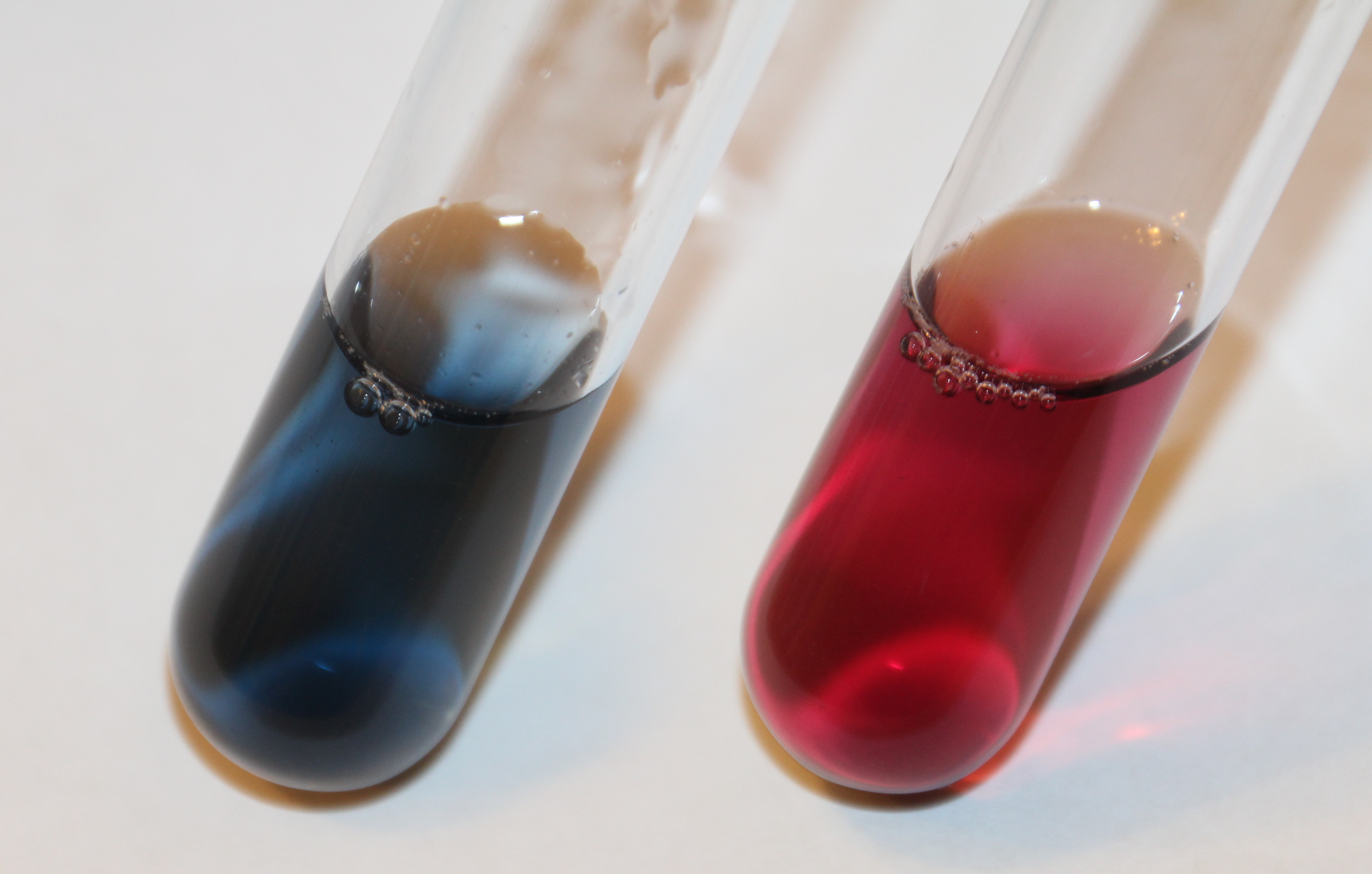
Solutions témoins présentant les deux teintes du NET en solution tamponée à pH 10.

Sous sa forme libre (sa forme protonée) et à pH = 10, cet indicateur est bleu pâle. 
Il devient rouge rosé quand il forme un complexe avec l'ion calcium ou l'ion magnésium (ou plus rarement d'autres ions métalliques).

## Applications

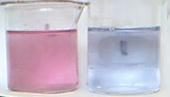
Deux béchers avec solution tampon pH 10 + NET. A gauche : avant l'équivalence (présence d'ions alcalino-terreux) / A droite : après l'équivalence.

La principale utilisation du Noir Ériochrome T est celle d'indicateur de fin de réaction lors d'un dosage par titrage colorimétrique par l'EDTA. Le repérage de l'équivalence, et donc le passage à la forme bleue, s'obtient lorsqu'assez d'EDTA est ajouté et que les ions calcium et/ou magnésium forment des complexes avec l'EDTA plutôt qu'avec le NET. Ce dernier se trouve alors sous sa forme libre (c'est-à-dire non compléxée).
Dans un contexte scientifique plus approfondi, le Noir Ériochrome T a également été utilisé pour détecter la présence des terres rares.